# Бузкова вулиця (Київ)
Бузко́ва ву́лиця — зникла вулиця, що існувала в Дніпровському районі міста Києва, місцевість Куликове. Пролягала від Крайньої вулиці до Тютюнового провулку.

## Історія
Вулиця виникла у середині XX століття під назвою Нова. Назву Бузкова вулиця набула 1957 року.
Ліквідована у 1980-х роках у зв'язку зі знесенням старої забудови колишнього селища Куликове та частковим переплануванням місцевості.

## Дчжерела
- Вулиці Києва. Довідник / упоряд. А. М. Сигалов та ін. — К. : Реклама, 1975. — С. 31.
- Вулиці Києва. Довідник / упоряд. А. М. Сигалов та ін. — 2-ге вид., випр. — К. : Реклама, 1979. — С. 40.
- Вулиці Києва. Довідник / за ред. А. В. Кудрицького. — К. : «Українська енциклопедія» ім. М. П. Бажана, 1995. — С. 345. — ISBN 5-88500-070-0.